# Fleetwood Town Football Club
Il Fleetwood Town Football Club, meglio noto come Fleetwood Town, è una società calcistica inglese con sede a Fleetwood, città del Lancashire. Attualmente milita in Football League Two.

## Storia
Il club è stato fondato nel 1908.
Ha giocato nella Lancashire Combination, lega in cui nelle stagioni 1933-1934 e 1934-1935 ha conquistato due secondi posti e che ha invece vinto nella stagione 1923-1924.
Nella stagione 1984-1985 è stato finalista perdente in FA Vase, mentre nella stagione 1987-1988 ha vinto la First Division della Northern Premier League (settima divisione).
Nel 1997 è stato rifondato.
Tra il 2004 ed il 2014 il club ha conquistato sei promozioni nel corso di dieci stagioni, salendo dalla nona alla terza divisione inglese; le prime due promozioni sono arrivate nelle stagioni 2004-2005 con la vittoria della North West Counties Football League Premier Division e nella stagione 2005-2006 con un secondo posto in classifica nella First Division della Northern Premier League. Nella stagione 2007-2008 il club ha invece vinto la Northern Premier League, venendo così promosso in National League North (sesta divisione), categoria nella quale ha conquistato un secondo posto in classifica (ed una promozione grazie alla vittoria dei play-off) nel campionato 2009-2010. Nella stagione 2010-2011 ha conquistato un quinto posto in classifica nel campionato di Conference League Premier (quinta divisione e più alto livello calcistico inglese al di fuori della Football League), mentre nella stagione seguente ha vinto il campionato, grazie anche alle 31 reti di Jamie Vardy (capocannoniere del torneo, che in seguito sarebbe anche stato capocannoniere della prima divisione inglese nonché un membro della nazionale inglese). Nella Football League Two 2012-2013 il club si piazza invece al tredicesimo posto in classifica, a 9 punti di distanza sia dai play-off che dalla zona retrocessione, mentre nel campionato successivo si piazza al quarto posto in classifica e vince i play-off, conquistando così la promozione in terza divisione. In questa stagione raggiunge inoltre la semifinale del Football League Trophy, risultato che in seguito eguaglia nell'edizione 2015-2016 della medesima manifestazione.

## Stadio
Lo stadio dove la squadra gioca le sue partite interne è l'Highbury Stadium di Fleetwood che ha una capacità di 5 394 spettatori.

## Palmarès

### Competizioni nazionali
- National League: 1

2011-2012
- Northern Premier League: 1

2007–2008

### Competizioni regionali
- Northern Premier League First Division: 1

1987–1988
- North West Counties Football League Premier Division: 1

2004–2005
- North West Counties Football League First Division: 1

1983–1984, 1998–1999
- Lancashire Combination: 1

1923-1924

## Statistiche e record
- Maggior vittoria (dopo la rifondazione del 1997): 13–0 contro l'Oldham il 5 dicembre 1998, nella North West Counties League Division Two
- Maggior sconfitta (dopo la rifondazione del 1997): 0–7 contro il Billingham il 15 settembre 2001, nel primo turno di qualificazione della FA Cup 2001–02
- Miglior risultato in Campionato: quarto nella Football League Two (quarta serie), nel 2013–14
- Miglior risultato nella FA Cup: terzo turno, nel 2011–12 e nel 2016-17
- Miglior risultato nella Football League Cup: primo turno, negli anni 2012–13, 2013-14 e 2016-17
- Miglior risultato nel Football League Trophy: finale d'area[non chiaro], nel 2013-14
- Miglior risultato nel FA Trophy: secondo turno, nel 2009–10
- Miglior risultato nella FA Vase: finalista, nel 1984–85

## Rivalità
I tifosi non hanno dei rivali permanenti, spesso scelgono le squadre più vicine del campionato come rivali.
- Morecambe: Rivalità nata solo per la vicinanza delle due città.
- Accrington Stanley: Rivalità nata solo per la vicinanza delle due città.

## Rosa 2024-2025
| N. |                             | Ruolo | Calciatore       |
| -- | --------------------------- | ----- | ---------------- |
| 1  | Irlanda (bandiera)          | P     | David Harrington |
| 2  | Irlanda del Nord (bandiera) | C     | Carl Johnston    |
| 3  | Inghilterra (bandiera)      | D     | Zech Medley      |
| 4  | Inghilterra (bandiera)      | C     | Brendan Wiredu   |
| 5  | Inghilterra (bandiera)      | D     | James Bolton     |
| 6  | Guyana (bandiera)           | C     | Elliot Bonds     |
| 7  | Irlanda (bandiera)          | A     | Ryan Graydon     |
| 8  | Inghilterra (bandiera)      | C     | Matty Virtue     |
| 10 | Inghilterra (bandiera)      | C     | Danny Mayor      |
| 11 | Galles (bandiera)           | C     | Ryan Broom       |
| 13 | Inghilterra (bandiera)      | P     | Jay Lynch        |

| N. |                                | Ruolo | Calciatore        |
| -- | ------------------------------ | ----- | ----------------- |
| 14 | Irlanda (bandiera)             | A     | Tommy Lonergan    |
| 16 | Emirati Arabi Uniti (bandiera) | D     | MacKenzie Hunt    |
| 17 | Inghilterra (bandiera)         | C     | Mark Helm         |
| 18 | Inghilterra (bandiera)         | D     | Harrison Holgate  |
| 19 | Irlanda (bandiera)             | A     | Ronan Coughlan    |
| 20 | Irlanda (bandiera)             | A     | Mipo Odubeko      |
| 25 | Inghilterra (bandiera)         | D     | Finley Potter     |
| 32 | Inghilterra (bandiera)         | D     | Kayden Hughes     |
| 33 | Inghilterra (bandiera)         | C     | Pele Smith        |
| 37 | Inghilterra (bandiera)         | P     | Luke Hewitson     |
| 44 | Scozia (bandiera)              | C     | Phoenix Patterson |

## Rosa 2023-2024
| N. |                             | Ruolo | Calciatore       |
| -- | --------------------------- | ----- | ---------------- |
| 3  | Inghilterra (bandiera)      | D     | Danny Andrew     |
| 4  | Inghilterra (bandiera)      | C     | Brendan Wiredu   |
| 6  | Inghilterra (bandiera)      | D     | Darnell Johnson  |
| 7  | Spagna (bandiera)           | C     | Carlos Mendes    |
| 8  | Inghilterra (bandiera)      | C     | Josh Vela        |
| 9  | Zimbabwe (bandiera)         | A     | Admiral Muskwe   |
| 10 | Scozia (bandiera)           | C     | Scott Robertson  |
| 11 | Irlanda del Nord (bandiera) | C     | Paddy Lane       |
| 13 | Inghilterra (bandiera)      | P     | Jay Lynch        |
| 15 | Inghilterra (bandiera)      | C     | Callum Dolan     |
| 16 | Inghilterra (bandiera)      | C     | Lewis Warrington |
| 18 | Inghilterra (bandiera)      | D     | Harrison Holgate |

| N. |                             | Ruolo | Calciatore        |
| -- | --------------------------- | ----- | ----------------- |
| 19 | Inghilterra (bandiera)      | A     | Gerard Garner     |
| 20 | Irlanda (bandiera)          | C     | Promise Omochere  |
| 21 | Irlanda (bandiera)          | C     | Cian Hayes        |
| 22 | RD del Congo (bandiera)     | D     | Toto Nsiala       |
| 24 | Inghilterra (bandiera)      | C     | Daniel Batty      |
| 26 | Scozia (bandiera)           | D     | Shaun Rooney      |
| 27 | Inghilterra (bandiera)      | C     | Harvey Macadam    |
| 28 | Inghilterra (bandiera)      | D     | Carl Johnston     |
| 32 | Inghilterra (bandiera)      | D     | Josh Earl         |
|    | Scozia (bandiera)           | C     | Phoenix Patterson |
|    | Irlanda del Nord (bandiera) | C     | Dylan Boyle       |
|    | Irlanda (bandiera)          | P     | David Harrington  |

## Rosa 2022-2023
| N. |                             | Ruolo | Calciatore       |
| -- | --------------------------- | ----- | ---------------- |
| 3  | Inghilterra (bandiera)      | D     | Danny Andrew     |
| 4  | Inghilterra (bandiera)      | C     | Brendan Wiredu   |
| 6  | Inghilterra (bandiera)      | D     | Darnell Johnson  |
| 7  | Spagna (bandiera)           | C     | Carlos Mendes    |
| 8  | Inghilterra (bandiera)      | C     | Josh Vela        |
| 9  | Zimbabwe (bandiera)         | A     | Admiral Muskwe   |
| 10 | Scozia (bandiera)           | C     | Scott Robertson  |
| 11 | Irlanda del Nord (bandiera) | C     | Paddy Lane       |
| 13 | Inghilterra (bandiera)      | P     | Jay Lynch        |
| 15 | Inghilterra (bandiera)      | C     | Callum Dolan     |
| 16 | Inghilterra (bandiera)      | C     | Lewis Warrington |
| 18 | Inghilterra (bandiera)      | D     | Harrison Holgate |

| N. |                             | Ruolo | Calciatore        |
| -- | --------------------------- | ----- | ----------------- |
| 19 | Inghilterra (bandiera)      | A     | Gerard Garner     |
| 20 | Irlanda (bandiera)          | C     | Promise Omochere  |
| 21 | Irlanda (bandiera)          | C     | Cian Hayes        |
| 22 | RD del Congo (bandiera)     | D     | Toto Nsiala       |
| 24 | Inghilterra (bandiera)      | C     | Daniel Batty      |
| 26 | Scozia (bandiera)           | D     | Shaun Rooney      |
| 27 | Inghilterra (bandiera)      | C     | Harvey Macadam    |
| 28 | Inghilterra (bandiera)      | D     | Carl Johnston     |
| 32 | Inghilterra (bandiera)      | D     | Josh Earl         |
|    | Scozia (bandiera)           | C     | Phoenix Patterson |
|    | Irlanda del Nord (bandiera) | C     | Dylan Boyle       |
|    | Irlanda (bandiera)          | P     | David Harrington  |

## Rosa 2021-2022
| N. |                             | Ruolo | Calciatore         |
| -- | --------------------------- | ----- | ------------------ |
| 1  | Canada (bandiera)           | P     | Alex Cairns        |
| 2  | Inghilterra (bandiera)      | D     | Brad Halliday      |
| 3  | Inghilterra (bandiera)      | D     | Danny Andrew       |
| 4  | Scozia (bandiera)           | D     | Zak Jules          |
| 5  | Inghilterra (bandiera)      | D     | Tom Clarke         |
| 6  | Inghilterra (bandiera)      | D     | Darnell Johnson    |
| 9  | Galles (bandiera)           | A     | Ellis Harrison     |
| 10 | Irlanda del Nord (bandiera) | C     | Callum Camps       |
| 11 | Irlanda (bandiera)          | C     | Anthony Pilkington |
| 13 | Inghilterra (bandiera)      | P     | Billy Crellin      |
| 14 | Inghilterra (bandiera)      | A     | Joe Garner         |
| 16 | Inghilterra (bandiera)      | C     | Jordan Rossiter    |

| N. |                             | Ruolo | Calciatore       |
| -- | --------------------------- | ----- | ---------------- |
| 18 | Inghilterra (bandiera)      | D     | Harrison Holgate |
| 19 | Inghilterra (bandiera)      | A     | Gerard Garner    |
| 20 | Inghilterra (bandiera)      | C     | Jay Matete       |
| 22 | Inghilterra (bandiera)      | C     | Shayden Morris   |
| 24 | Inghilterra (bandiera)      | C     | Daniel Batty     |
| 26 | Inghilterra (bandiera)      | D     | Callum Johnson   |
| 27 | Inghilterra (bandiera)      | C     | Harrison Biggins |
| 28 | Inghilterra (bandiera)      | D     | Max Clark        |
| 32 | Irlanda del Nord (bandiera) | C     | Paddy Lane       |
| 33 | RD del Congo (bandiera)     | D     | Toto Nsiala      |
|    | Inghilterra (bandiera)      | P     | Harry Wright     |
|    | Inghilterra (bandiera)      | C     | Harvey Macadam   |

## Rosa 2019-2020
| N. |                        | Ruolo | Calciatore     |
| -- | ---------------------- | ----- | -------------- |
| 1  | Inghilterra (bandiera) | P     | Alex Cairns    |
| 2  | Inghilterra (bandiera) | D     | Lewie Coyle    |
| 3  | Inghilterra (bandiera) | D     | Eddie Clarke   |
| 4  | Inghilterra (bandiera) | C     | Peter Clarke   |
| 5  | Inghilterra (bandiera) | D     | Ashley Eastham |
| 6  | Australia (bandiera)   | D     | Harry Souttar  |
| 7  | Galles (bandiera)      | C     | Wes Burns      |
| 8  | Inghilterra (bandiera) | C     | Kyle Dempsey   |
| 9  | Galles (bandiera)      | A     | Ched Evans     |
| 10 | Inghilterra (bandiera) | A     | Conor McAleny  |
| 11 | Inghilterra (bandiera) | C     | Josh Morris    |
| 12 | Irlanda (bandiera)     | D     | Jimmy Dunne    |
| 13 | Scozia (bandiera)      | P     | Matthew Gilks  |

| N. |                        | Ruolo | Calciatore       |
| -- | ---------------------- | ----- | ---------------- |
| 14 | Galles (bandiera)      | D     | Macauley Southam |
| 15 | Scozia (bandiera)      | C     | Paul Coutts      |
| 16 | Inghilterra (bandiera) | C     | Jordan Rossiter  |
| 17 | Irlanda (bandiera)     | C     | Paddy Madden     |
| 22 | Inghilterra (bandiera) | A     | Ashley Hunter    |
| 25 | Inghilterra (bandiera) | C     | Dean Marney      |
| 27 | Inghilterra (bandiera) | C     | Harrison Biggins |
| 28 | Inghilterra (bandiera) | C     | Jack Sowerby     |
| 29 | Inghilterra (bandiera) | C     | Nathan Sheron    |
| 32 | Inghilterra (bandiera) | A     | Harvey Saunders  |
| 33 | Inghilterra (bandiera) | D     | James Hill       |
| 35 | Inghilterra (bandiera) | D     | Ryan Rydel       |
| 40 | Galles (bandiera)      | A     | Dan Mooney       |

## Rosa 2018-2019
| N. |                        | Ruolo | Calciatore     |
| -- | ---------------------- | ----- | -------------- |
| 1  | Inghilterra (bandiera) | P     | Alex Cairns    |
| 2  | Inghilterra (bandiera) | D     | Lewie Coyle    |
| 3  | Inghilterra (bandiera) | D     | Eddie Clarke   |
| 4  | Scozia (bandiera)      | C     | Jason Holt     |
| 5  | Inghilterra (bandiera) | D     | Ashley Eastham |
| 6  | Inghilterra (bandiera) | D     | Tommy Spurr    |
| 7  | Galles (bandiera)      | C     | Wes Burns      |
| 8  | Inghilterra (bandiera) | C     | Kyle Dempsey   |
| 9  | Galles (bandiera)      | A     | Ched Evans     |
| 10 | Inghilterra (bandiera) | A     | Conor McAleny  |
| 11 | Inghilterra (bandiera) | C     | Bobby Grant    |
| 12 | Irlanda (bandiera)     | D     | Cian Bolger    |
| 14 | Inghilterra (bandiera) | A     | Chris Long     |
| 16 | Inghilterra (bandiera) | P     | Paul Jones     |

| N. |                        | Ruolo | Calciatore       |
| -- | ---------------------- | ----- | ---------------- |
| 17 | Irlanda (bandiera)     | C     | Paddy Madden     |
| 19 | Galles (bandiera)      | D     | Gethin Jones     |
| 20 | Galles (bandiera)      | D     | Craig Morgan     |
| 22 | Inghilterra (bandiera) | A     | Ashley Hunter    |
| 23 | Scozia (bandiera)      | C     | Ross Wallace     |
| 25 | Inghilterra (bandiera) | C     | Dean Marney      |
| 26 | Inghilterra (bandiera) | D     | James Husband    |
| 27 | Inghilterra (bandiera) | C     | Harrison Biggins |
| 29 | Inghilterra (bandiera) | C     | Nathan Sheron    |
| 31 | Inghilterra (bandiera) | P     | Billy Crellin    |
| 38 | Inghilterra (bandiera) | C     | James Wallace    |
| 44 | Brasile (bandiera)     | A     | Joao Morelli     |
|    | Inghilterra (bandiera) | D     | Ryan Taylor      |